# Motzki
Motzki ist eine vom deutschen Drehbuchautor Wolfgang Menge konzipierte 13-teilige Fernsehserie aus dem Jahr 1993, in der die deutsch-deutschen Befindlichkeiten kurz nach der Wiedervereinigung satirisch kommentiert wurden. Sie wurde von der Kölner Filmpool Film- und Fernsehproduktion für NDR und WDR produziert und lief vom 2. Februar 1993 bis 27. April 1993 im Abendprogramm im Ersten. Die Regie der Serie führte Thomas Nennstiel.

## Inhalt
Als Friedhelm Motzkis Frau Doris nach längerer Krankheit stirbt, kommt seine Schwägerin Edith aus dem Osten Berlins („der DDR“), um ihm bei der Regelung des Nachlasses zu helfen und ihm den Haushalt zu führen. Die Unterschiede zwischen Friedhelms West-Berliner Welt und Ediths DDR-Welt treten deutlich zu Tage. Anlässlich der Beerdigung kommt auch Doris’ Cousine Gisela nach Berlin, nachdem Friedhelm sie nicht mehr ausladen konnte. Diese ist mit einem Pförtner des Bundestages in Bonn verheiratet und laut Friedhelm „doof wie Stulle“. Gisela muss aufgrund eines Beinbruchs dann doch ein paar Wochen länger in Berlin bleiben, ganz zum Unmut Ihrers Schwagers.

## Figuren

### Hauptfiguren

#### Friedhelm Motzki
Die Titelfigur der Serie ist Friedhelm Motzki, ehemaliger Fahrlehrer und Frührentner aus dem West-Berliner Arbeiterbezirk Wedding, ewig nörgelnd und von der Vorstellung gepeinigt, ständig zu kurz zu kommen. Der Wiedervereinigung steht er rückblickend ablehnend gegenüber und hält damit nicht hinter dem Berg. Er befürchtet, die „Ossis“ würden den Westen überschwemmen, wodurch es ihm noch schlechter gehen werde. Einmal droht er offen sogar an, nach Bonn zu ziehen, sollte die Bundesregierung nach Berlin umziehen. Nicht gut zu sprechen ist er auch auf den Großteil seiner Nachbarschaft. Er wohnt in einer Altbauwohnung, Hochparterre, die Toilette auf halber Treppe muss er sich mit anderen Mietparteien teilen. Bei ihm in der Wohnung lebt Hund „Bismarck“, der ihm und seiner Frau Doris am 3. Oktober 1990 am Brandenburger Tor zugelaufen ist.

#### Edith Rosenthal
Edith ist Doris’ Schwester, eine arbeitslose ehemalige Kindergärtnerin, die einen dem Ministerium für Staatssicherheit unterstellten Kindergarten geleitet hat. Deshalb hat sie es schwer, wieder in ihren alten Beruf einzusteigen. Sie wohnt in Pankow und hilft nach Doris’ Tod tagsüber ihrem Schwager Friedhelm im Haushalt. Edith erzählt häufig von ihrer Bekannten, Frau Emskötter, und deren Verwandten, wenn sie die nach der Wende entstandenen Probleme, wie Arbeitslosigkeit oder Enteignung, thematisiert.

#### Gisela Klipschitz
Gisela ist Friedhelms unbeliebte einfältige Schwägerin aus Bonn. Ihr Mann Martin arbeitet im Bundestag, als Pförtner am Hintereingang. Dass die Regierung demnächst aus Bonn nach Berlin umziehen wird, ist ihnen gar nicht recht. Sie freundet sich schnell mit Edith an und bildet gemeinsam mit ihr einen Gegenpol zu Friedhelms Art.

#### Gülüsan Üksknürz
Ein ständiger Bewunderer Friedhelm Motzkis und seiner politischen Ansichten ist Gülüsan Üksknürz, der türkische Gemüsehändler aus der Nachbarschaft. Er versucht des Öfteren bei Diskussion zwischen Friedhelm und Edith zu vermitteln und schäkert ein wenig mit Gisela.

### Nebenfiguren

#### Carmen Schneppel
Carmen Schneppel ist alleinerziehende Mutter, lebt im gleichen Haus wie Friedhelm und setzt sich für einen ökologisch verantwortlichen Umgang mit der Umwelt ein. Dass er mit ihrem alternativen Lebensstil ein Problem hat, lässt er sie bei nahezu jeder Begegnung spüren („Du alternative Körnerfresserin“). Sie sitzt oft im Treppenhaus, sodass Begegnungen unvermeidlich sind.

#### Mascha und Lilli
Dies sind die Inhaberinnen des Damenmodengeschäfts „M & L“ im gegenüberliegenden Haus. Friedhelm bewundert nahezu täglich die Dessous im Schaufenster. Neben Gülüsan Üksknürz sind sie die einzigen Personen in der Nachbarschaft, mit denen sich Friedhelm einigermaßen versteht. Mascha kommt aus Moskau und hat eine äußerst anziehende Ausstrahlung auf Friedhelm.

#### Fink
Dieser beaufsichtigt die Baustelle vor dem Haus. Er war vor der Wende Major und gehört somit für Friedhelm und Edith zu den „Bonzen“.

## Episodenliste
| Folge | Name              | Erstausstrahlung | Inhalt und Gastdarsteller |
| ----- | ----------------- | ---------------- | --- |
| 1     | Der Sarg          | 2. Februar 1993  | Die Vorbereitungen für Doris’ Beerdigung stehen an. Friedhelm ist überzeugt, im Osten einen günstigeren Preis zu erhalten, worauf er mit Edith ein Beerdigungsinstitut im Osten Berlins aufsucht. Dort lässt er sich ein überteuertes Angebot aufschwatzen, wie Edith bei einem danach durchgeführten Preisvergleich herausfindet. Gäste: Irm Hermann und Ulrich Wildgruber (als Inhaber des Beerdigungsinstituts) |
| 2     | Martins Frau      | 9. Februar 1993  | Entsetzt stellt Friedhelm fest, dass er vergessen hat, Doris’ Cousine Gisela und ihren Mann Martin Klipschitz für die Beerdigung auszuladen. Seine letzte Hoffnung ist, dass die nervigen Bonner Verwandten doch nicht freiwillig nach Berlin kommen. Als Gisela plötzlich vor Friedhelms Tür steht, ist es mit Friedhelms Seelenfrieden vorbei. |
| 3     | Die Beerdigung    | 16. Februar 1993 | Kurz vor der Beerdigung stellt Friedhelm fest, dass sein Anzughose eingelaufen sein muss, denn sie passt kaum noch. Als darauf der Pastor auf einen Besuch vorbeikommt, um für Trauerrede letzte Informationen einzuholen, berichtet Friedhelm vorzugsweise von den großen Schwächen seiner Frau. Bei der Beerdigung erweist sich die Anzugshose als Friedhelms Schwachstelle. Gäste: Günter Junghans (als Pastor) |
| 4     | Der Rollstuhl     | 23. Februar 1993 | Friedhelm hat sich vorgenommen, den Rollstuhl seiner verstorbenen Frau aus dem Krankenhaus abzuholen, da er ja schließlich etwas zugezahlt habe. Aufgrund der Formalität entpuppt sich dies als eine schwieriges Unterfangen. Nachdem er den Rollstuhl schließlich zu sich nach Hause gebracht hat, stürzt Schwägerin Gisela darüber und bricht sich ein Bein. Gäste: Werner Dissel und Günter Schubert (als Patienten), Ursula Staack (als Krankenschwester), Ernst-Georg Schwill (als Pförtner), Axel Binder (als Zivildienstleistender)     |
| 5     | Der Experte       | 2. März 1993     | Als Gülüsans Neffe Muhtarem einen Gebrauchtwagen kaufen möchte, besteht er darauf, den früheren Fahrlehrer Friedhelm als Experte zu konsultieren. Edith steht Friedhelms Empfehlungen jedoch skeptisch gegenüber. Schließlich lassen sich die drei Männer von einem dubiosen Ostberliner Autoverkäufer Muhtarems im Vorjahr gestohlenes Auto andrehen. Gäste: Lothar Förster (als Autoverkäufer) |
| 6     | Die Zwei          | 9. März 1993     | Gisela sitzt mit ihrem Gipsbein an Friedhelms Fenster und beobachtet zwei Männer, wobei sie vermutet, dass diese nach Schwarzarbeitern suchen. Dies beunruhigt Friedhelm und Edith, weil er seine Schwägerin unter der Hand bezahlt. Friedhelm ist beiden bereits zuvor mit seiner gewohnten Unverschämtheit entgegengetreten, als diese jetzt bei ihm klingeln, gibt er sich ungewohnt freundlich. Gäste: Michael Walke und Johannes Terne (als Mitarbeiter des Bezirksamts)                                                                  |
| 7     | Der Geburtstag    | 16. März 1993    | Zu Ediths Geburtstag richtet Gülüsan das Essen aus und engagiert eine Bauchtänzerin. Da die Zurverfügungstellung seiner Räumlichkeiten laut Gisela kein richtiges Geschenk sei, entscheidet sich Friedhelm für ein Erbstück seiner Frau Doris. Friedhelms Stimmung kippt schließlich, als Edith sagt, sie würde das Ölgemälde vielleicht verkaufen, ein ähnliches habe sie im Antiquariat für 4400 D-Mark gesehen. Gäste: Daniel Morgenroth (als Antiquitätenverkäufer), Georgia Habkost (als Bauchtänzerin)                                   |
| 8     | Die Waschmaschine | 23. März 1993    | Über Gülüsan kauft Friedhelm preiswert eine neue Waschmaschine. Da die Entsorgung der alten mit Kosten verbunden ist, wird diese kurzerhand in die Baugrube vor dem Haus abgeladen. Da dadurch die Rohre zerstört werden, macht man sich auf die Suche nach dem Übeltäter. Jetzt muss Friedhelm hoffen, dass er weder von Edith, Gisela oder Hund Bismarck verraten wird. |
| 9     | Der Starfotograf  | 30. März 1993    | Friedhelm lässt sich von Mascha überreden, seine Wohnung für Modefotos einem Starfotografen zur Verfügung zu stellen. Doch von der Fotosession hat Friedhelm nichts, da er an der Wohnungstür mit einem Beamten wegen der Hundesteuer streitet. Ein herbeigerufener Polizist verhaftet Friedhelm schließlich, da ihm die Aktivitäten in der Wohnung suspekt vorkommen. Gäste: Christoph Eichhorn (als Fotograf), Christoph Hofrichter (als Steuerbeamter), Eberhard Prüter (als Polizist), Jing Ju und Ulrike Storch (als Models)              |
| 10    | Der Ausflug       | 6. April 1993    | Friedhelm, Edith, Gisela und Gülüsan machen einen Ausflug in den Spreewald. Bei der Anfahrt zeigt Friedhelm seine besonderen Fahrkünste und lässt auch mal wieder keine Gelegenheit aus, sich über die „Ossis“ zu beschweren. Als er nach der Spreewaldkahnfahrt ewig warten muss, um einen Platz in einem Ausflugslokal zu bekommen, platzt ihm endgültig der Kragen. Gast: Jan Mahr (als Kahnfahrer) |
| 11    | Das Wunder        | 13. April 1993   | Aufgrund seines Augenleidens spielt Friedhelm nach Giselas Vorschlag mit dem Gedanken, nach Lourdes zu pilgern. Doch der Atheist muss zuerst Mitglied in der katholischen Kirche werden, um von Wundern profitieren zu können. Da der Pastor seiner Frau nicht anzutreffen ist, lässt sich Friedhelm kurzentschlossen in einer anderen Kirche taufen. Doch leider ist dies eine evangelische. Gäste: Ursula Staack und Ernst-Georg Schwill (als Zeugen Jehovas)                                                                                |
| 12    | Die Baustelle     | 20. April 1993   | Als die Bauarbeiten vor dem Haus beendet sind, gibt es ein Fest der Hausgemeinschaft. Friedhelm lässt sich erst überreden, als er erfährt, dass Mascha für ihn Pelmeni macht. Als der Bauleiter, ein früherer „Bonze“, zum Fest kommt, gibt es rege Ost-West-Diskussionen. Am nächsten Morgen wird Friedhelm vom Lärm einer neuen Baustelle aus dem Schlaf gerissen. |
| 13    | Der Schlüssel     | 27. April 1993   | Edith möchte wieder als Kindergärtnerin arbeiten und so steht Friedhelm plötzlich ohne Haushaltshilfe da. Geeignete Nachfolgerinnen finden sich nicht. Nachdem sie Gisela zum Bahnhof gebracht haben, gehen Edith und Gülüsan auf einen Kaffee zu Friedhelm. Da Edith wenig Aussichten auf Arbeit in ihrem alten Beruf hat, schlägt Gülüsan vor, dass sie solange wieder bei Friedhelm aushilft. Gäste: Eva Weißenborn (als Frau Klingbein), Matthias Freihof (als Schlosser), Max Tidof (als Sachbearbeiter), Aysun Bademsoy (als Bewerberin) |

## Hintergrund
- Der Protagonist wurde zu Beginn der Ausstrahlung mit dem ebenfalls von Wolfgang Menge kreierten Alfred Tetzlaff aus der Fernsehserie Ein Herz und eine Seele verglichen.
- Die Serie wurde vom Publikum äußerst kontrovers aufgenommen – viele forderten wegen der Nörgeleien des Protagonisten gegen die „Ossis“ die Absetzung der Serie. Produzenten und Anhänger verteidigten diese als Ironie, die gerade zum gegenseitigen Verständnis auffordern wolle.
- Als ostdeutsche Antwort auf Motzki produzierte der MDR nicht zuletzt infolge dieser Kontroverse 1993 die Serie Die Trotzkis.
- In einer Folge der Serie Liebling Kreuzberg spielt Darsteller Jürgen Holtz 1994 einen ehemaligen Fahrlehrer, der wegen eines Verkehrsverstoßes und anschließender Körperverletzung Strafanzeige gegen die Kanzlei-Partnerin von Rechtsanwalt Liebling erstattet hat
- In Good Bye, Lenin! parodiert Darsteller Jürgen Holtz den Motzki: Er spielt einen Ost-Berliner, der – quasi als Running Gag – periodisch auftaucht und sich über die „Wessis“ aufregt.
- In Anlehnung an seine oft nörgelnden und mahnenden Worte wird der frühere Fußballer und ehemalige Sportfunktionär des FC Bayern München Matthias Sammer mitunter mit dem Spitznamen „Motzki“ bezeichnet.
- Gedreht wurde im DEFA-Studio in Berlin-Johannisthal[1]

## Rezeption
Im Spiegel (Ausgabe 4/1993) wird die Serie als „gehässig bis zur Schmerzgrenze“ beschrieben. Protagonist Motzki würde aussprechen, wie Westdeutsche über Ostdeutsche denken. Er mache die Mauer im Kopf sichtbar, sei sogar besser geeignet als Alfred Tetzlaff, das Fernsehpublikum zu spalten. So gab es schon vor der ersten Ausstrahlung entsprechende Leserbriefe. Für die Brisanz würde auch sorgen, dass Motzki „ein Abbild der Realität“ (inkl. Rechthaberei, Überlegenheitsgesten, aber auch diffuser Angst) und keine Karikatur sei.

## Vermarktung
- Seit dem Frühjahr 2009 ist die Serie vollständig als DVD im Handel.